# Браун, Майкл Стюарт
Майкл Стюарт Браун (англ. Michael Stuart Brown; род. 13 апреля, 1941, Бруклин, Нью-Йорк, США) — американский врач и биохимик. За исследования наследственной гиперхолестеринемии и открытие рецептора липопротеинов низкой плотности вместе с Джозефом Голдштейном получил Нобелевскую премию по медицине и физиологии в 1985 году.
Член Национальной академии наук США (1980), иностранный член Лондонского королевского общества (1991).

## Биография
Майкл Браун окончил Университет Пенсильвании в 1962 году и медицинскую школу этого же университета в 1966 году. С тех пор работает в Юго-Западном медицинском центре (Университет Техаса) в области метаболизма холестерина. Автор множества статей в ведущих мировых биологических и медицинских журналах. В 1985 году получил Нобелевскую премию за открытие рецептора липопротеинов низкой плотности.

## Награды
- Heinrich Wieland Prize[англ.] (1976)
- Pfizer Award in Enzyme Chemistry[англ.] (1976)
- Passano Award[нем.] (1978)
- Richard Lounsbery Award[англ.] (1979)
- Международная премия Гайрднера (1981)
- Премия Луизы Гросс Хорвиц (1984)
- Премия Альберта Ласкера за фундаментальные медицинские исследования (1985)
- Премия Уильяма Аллана[англ.] (1985)
- Нобелевская премия по физиологии и медицине (1985)
- Keith R. Porter Lecture[англ.] (1987)
- Национальная научная медаль США (1988)
- Премия Фонда Уоррена Альперта[англ.] (1999)
- George M. Kober Medal[нем.] (2002)
- Премия медицинского центра Олбани (2003)
- Woodrow Wilson Award for Public Service[англ.] (2005)
- Аничковская премия[нем.] (2010)